# Haptik

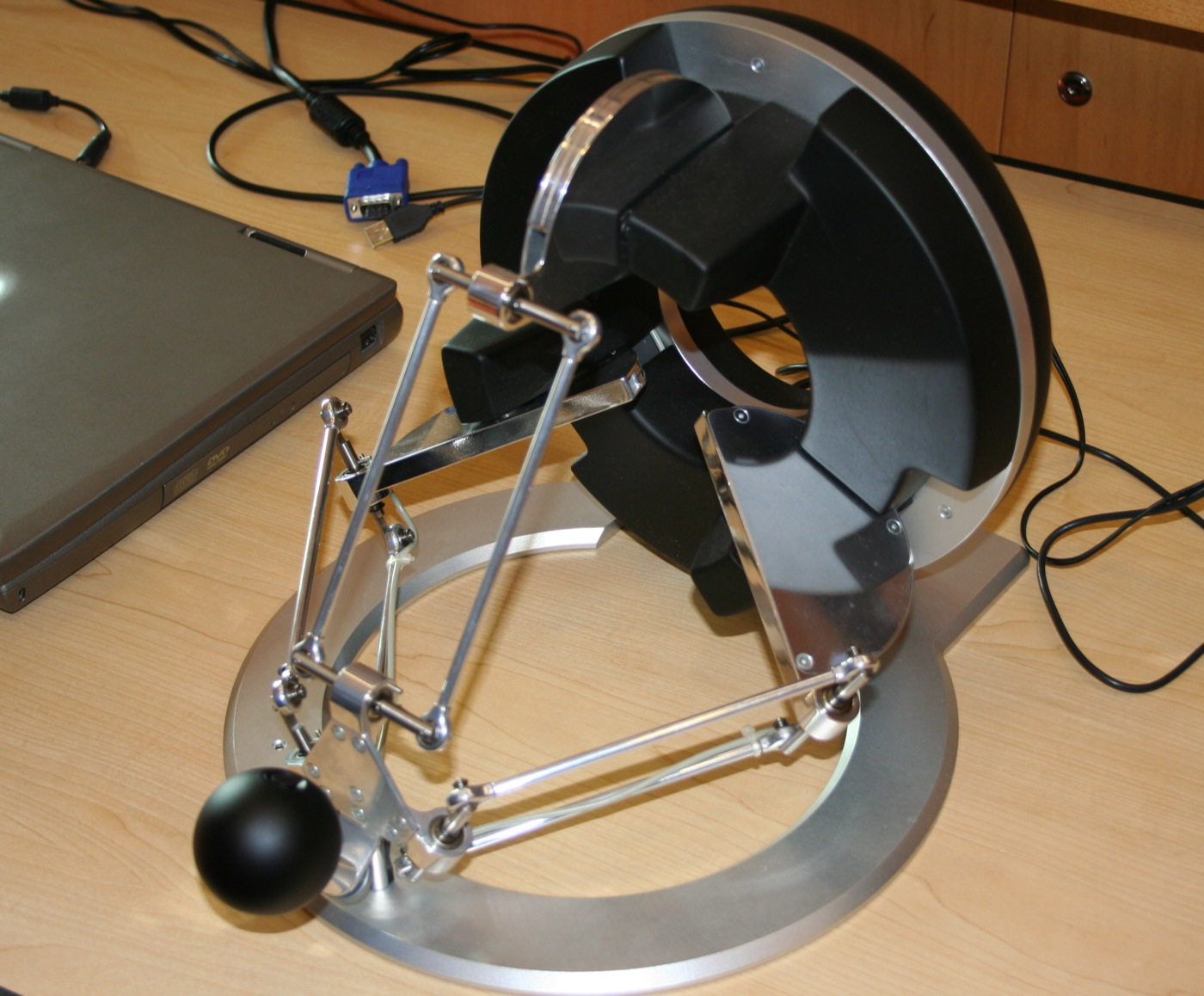
En haptisk display; man håller i och får haptisk information genom den svarta bollen.

Haptik är läran om effekterna av beröring och kroppsrörelser. 
Haptisk information underlättar vardagen i många situationer och är ibland direkt nödvändig som en informationskanal där de övriga sinnena inte räcker till. Det kan vara enkla saker som att känna ett halt underlag i en situation där ljuset inte räcker till för att med synen kunna avgöra om det är halt. Två vanligt förekommande tekniska lösningar som använder sig av haptisk överföring av information är spelhandkontroller och mobiltelefoner utrustade med force feedback. Dessa använder sig av motorer med en ojämn fördelning av en vikt på axeln som skapar vibrationer. 
Ordet haptik kommer från grekiskans haptomai, att vidröra.
Det finns ett svenskt utvecklingsverktyg, H3DAPI, som möjliggör utveckling av mjukvara med haptik (www.h3d.org).